# سلف استیم
ربکا لوسی تیلور (به انگلیسی: Rebecca Lucy Taylor) (زادهٔ ۱۵ اکتبر ۱۹۸۶)، که با نام هنری سلف استیم (به انگلیسی: Self Esteem) نیز شناخته می‌شود، موسیقی‌دان انگلیسی است. الهام بخش نام هنری او از تکامل اعتماد به نفس تیلور در اوایل دهه ۲۰ زندگی او می‌باشد.

## اوایل زندگی
تیلور در روترهام، انگلیس به دنیا آمد. پدر وی یک کارگر فولاد و مادرش یک منشی بود.

## دوران حرفه ای

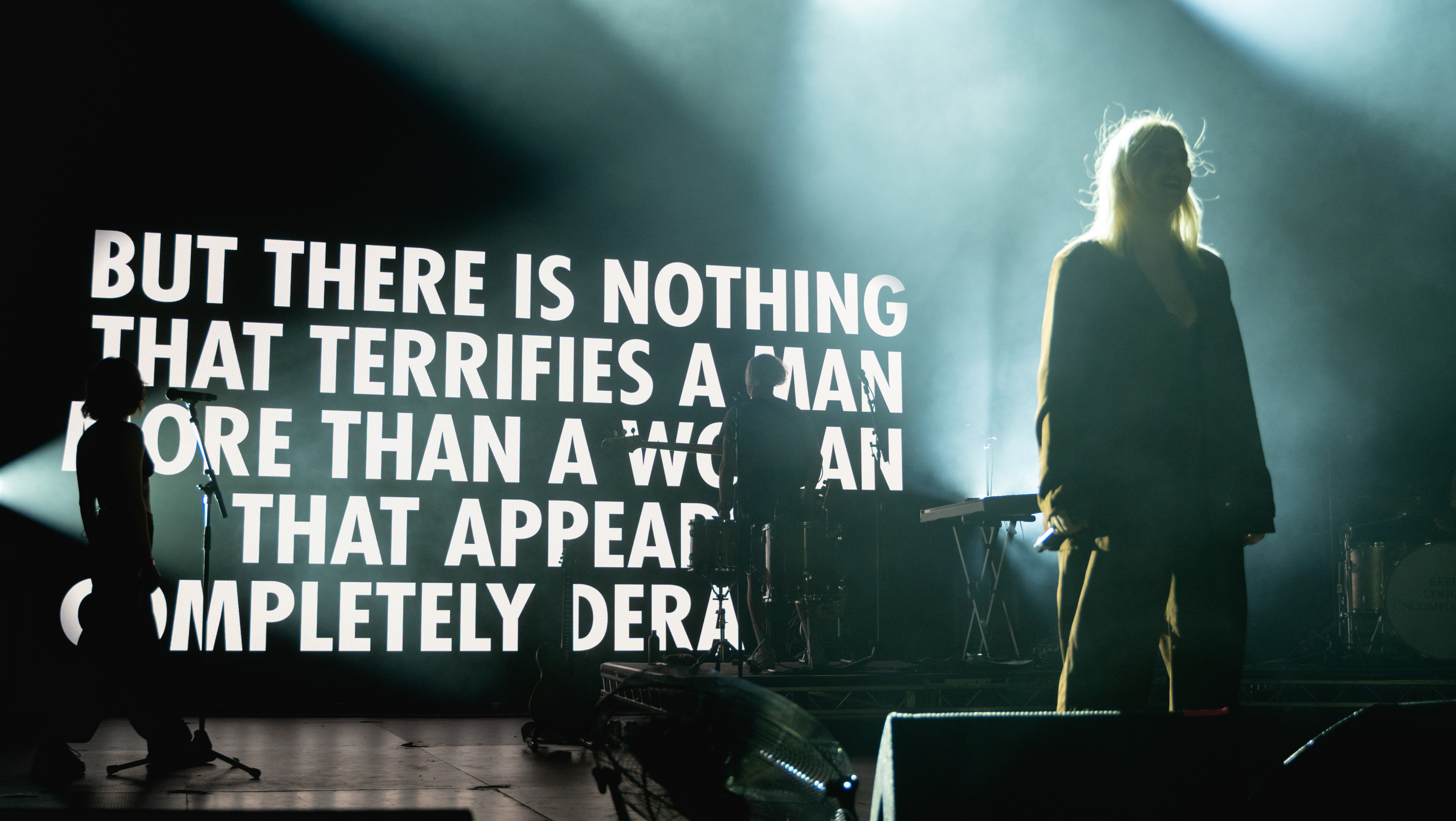
سلف استیم، پارک براکول، سال ۲۰۲۱

تیلور قبلاً یکی از اعضای گروه موسیقی دو نفره شو کلاب بود که در سال ۲۰۰۶ در شفیلد تشکیل شد. گروه متشکل از نوازندگان چند ساز، چارلز واتسون و تیلور، با واتسون پیانو، تیلور درامز، و اجرای گیتار و آواز بودند. گروه در سال ۲۰۱۷، به دنبال یک تور گسترده برای حمایت از آخرین آلبوم خود، به دلیل علایق مختلف موسیقی و احساس عدم تحقق تیلور، از هم جدا شدند.

### ۲۰۱۷–۲۰۲۰: تعارف لطفاً
تیلور در سال ۲۰۱۷ «همسر شما» را که نخستین تک‌آهنگ خود را با نام جدید خود، عزت نفس، منتشر کرد. نخستین آلبوم او، تعارف لطفاً، در ۱ مارس ۲۰۱۹ در فیکشن رکوردز منتشر شد. قبل از این آلبوم تک آهنگ‌های «کشتی»، «رول‌اوت»، «بهترین» و «گرل کراش» منتشر شده بودند.
سلف استیم یک تور بریتانیا را تکمیل کرد و در جشنواره‌هایی مانند گلستونبری، زمان تابستانی بریتانیا و لتیتود در طول سال ۲۰۱۹ بازی کرد.

### ۲۰۲۱–اکنون: اولویت دادن به لذت
در آوریل ۲۰۲۱، تیلور نخستین تک‌آهنگ از آلبوم دوم خود به نام سلف استیم را با نام «همیشه این کارو می‌کنم» منتشر کرد. این تک‌آهنگ توسط تریسی تورن و جک آنتونوف تمجید شد. در ماه ژوئیه، او آهنگ تیتر را منتشر کرد و اعلام کرد که ضبط آلبوم اولویت دادن به لذت با تور بریتانیا در اکتبر همان سال همزمان خواهد بود. در ماه اوت، سلف استیم سومین تک‌آهنگ را با نام «چگونه می‌توانم به تو کمک کنم» منتشر کرد. تیلور موزیک ویدئوهای این تک‌آهنگ‌ها را خودش کارگردانی کرده و هر سه را در تئاتر آلمیدا فیلمبرداری کرد. در سپتامبر، تک‌آهنگ «دمدمی مزاج» منتشر شد. ویدیوی «دمدمی مزاج» توسط لوئیس بوز کارگردانی شده است و در موزیک ویدئو کمدین آلیستر گرین در کنار تیلور بازی می‌کند. در اکتبر، سلف استیم تک‌آهنگ «تو برای همیشه» را قبل از انتشار آلبوم منتشر کرد.
اولویت دادن به لذت در ۲۲ اکتبر سال ۲۰۲۱ منتشر شد. تور بریتانیا نیز در ۶ نوامبر سال ۲۰۲۱ در ادینبورگ آغاز شد.
گاردین، ساندی تایمز و گیگ‌وایز، اولویت دادن به لذت را به عنوان بهترین آلبوم سال ۲۰۲۱ رتبه‌بندی کردند. ان‌ام‌ئی آلبوم را به عنوان چهارمین بهترین آلبوم ۲۰۲۱ رتبه‌بندی کرد. گاردین «همیشه این کارو می‌کنم» را به عنوان بهترین آهنگ سال ۲۰۲۱ معرفی کرد.
تیلور موسیقی متن نمایشنامه پریما فیس تولید شده توسط وست اند و با بازی سوزی میلر را ساخت که در ۱۴ ژوئن ۲۰۲۲ به صورت دیجیتالی منتشر شد.

### همکاری‌ها
تیلور نخستین تک‌آهنگ خود را با عنوان سلف استیم، در کیک + کلپ منتشر کرد، این لیبل توسط دیو مک‌لین عضو گروه جنگو جنگو اداره می‌شود. تیلور بعدها در ترانه جنگو جنگو با نام «سطح به هوا» که متعلق به آلبوم آسمان‌های مرمری می‌باشد، ظاهر شد.

## جوایز
| جایزه               | سال  | نامزد(ها)          | دسته‌بندی                                | نتیجه    | منبع   |
| ------------------- | ---- | ------------------ | --------------------------------------- | -------- | ------ |
| جوایز کیو           | ۲۰۱۹ | خودش               | بهترین پیشرفت عملی                      | نامزدشده | [ ۲۵ ] |
| جوایزه اتیتیود      | ۲۰۲۱ | خودش               | جایزه موسیقی                            | برنده    | [ ۲۶ ] |
| معرفی موسیقی بی‌بی‌سی | ۲۰۲۱ | خودش               | هنرمند سال                              | برنده    | [ ۲۷ ] |
| جوایز بریت          | ۲۰۲۲ | خودش               | پیشرفت عملی بریتانیا                    | نامزدشده | [ ۲۸ ] |
| جوایز ان‌ام‌ای        | ۲۰۲۲ | خودش               | بهترین عمل زنده                         | نامزدشده | [ ۲۹ ] |
| جوایز ان‌ام‌ای        | ۲۰۲۲ | اولویت دادن به لذت | بهترین آلبوم در دنیا                    | نامزدشده | [ ۲۹ ] |
| جوایز ان‌ام‌ای        | ۲۰۲۲ | اولویت دادن به لذت | بهترین آلبوم توسط یک خواننده بریتانیایی | نامزدشده | [ ۲۹ ] |
| جایزه مرکوری        | ۲۰۲۲ | اولویت دادن به لذت | آلبوم سال                               | نامزدشده | [ ۳۰ ] |

## زندگی شخصی
تیلور از سال ۲۰۱۳ آشکاراً دوجنسگرا بوده است. او در مورد ورود به این صنعت در ۳۰ سالگی صحبت کرده و گفته است که قبلاً دروغ می‌گفته که ۲۵ ساله است. او گفت که از ورود به این صنعت بعداً در زندگی «مفتخر» بود.

## آهنگ‌شناسی

### آلبوم‌های استودیویی
- تعارف لطفاً (۲۰۱۹)
- اولویت دادن به لذت (۲۰۲۱)

### نمایشنامه‌ها
- نوازش لطفاً (۲۰۲۰)

### اهنگ‌ها
- «همسرت» (۲۰۱۷)
- «کشتی» (۲۰۱۸)
- «رونمایی» (۲۰۱۸)
- «بهترین» (۲۰۱۸)
- «گرل کراش» (۲۰۱۹)
- «همیشه این کارو می‌کنم» (۲۰۲۱)
- «اولویت دادن به لذت» (۲۰۲۱)
- «چگونه می‌توانم به شما کمک کنم» (۲۰۲۱)
- «دمدمی مزاج» (۲۰۲۱)
- «تو برای همیشه» (۲۰۲۱)